# Batzendorf
Batzendorf je občina v departmaju Bas-Rhin francoske regije Alzacija.
Leta 2008 je v občini živelo 906 oseb oz. 134 oseb/km².